# Västpapegojor
Västpapegojor (Psittacidae) är en av fyra familjer inom ordningen papegojfåglar. De förekommer i Amerika och Afrika. Tidigare fördes även de asiatiska och australiska papegojor i familjen östpapegojor (Psittaculidae) till Psittacidae och familjen kallades då för äkta papegojor eller bara papegojor. Några av de större arterna inom familjen kan härma mänskligt tal, och för detta har de varit eftertraktade husdjur. Familjen omfattar arter som är allt från knappa decimetern till dryga metern. 

## Systematik
Systematiken för papegojor är under förändring där tidigare indelningar i underfamiljer, familjer och släkten håller på att förändras. Ordningen papegojfåglar delas idag upp i de fyra familjerna maoripapegojor (Strigopidae), kakaduor (Cacatuidae), västpapegojor (Psittacidae) och östpapegojor (Psittaculidae).

### Släkten
Släkten och artantal inom familjen, i systematisk ordning enligt AviList:
- Jakor (Psittacus) – två arter
- Långvingepapegojor (Poicephalus) – tio arter
- Psilopsiagon – två arter parakiter
- Nannopsittaca – två arter dvärgparakiter
- Bolborhynchus – tre arter parakiter
- Touit – åtta arter dvärgparakiter
- Sparvpapegojor (Forpus) – tio arter
- Myiopsitta – två arter parakiter
- Brotogeris – åtta arter parakiter
- Pionopsitta – rödkronad papegoja
- Triclaria – blåbukig papegoja
- Hapalopsittaca – tre arter papegojor
- Pyrilia – sju arter papegojor
- Graydidascalus – kortstjärtad papegoja
- Alipiopsitta – gulmaskad papegoja
- Pionus – sju arter papegojor
- Amazoner (Amazona) – 31 arter
- Deroptyus – solfjäderspapegoja
- Vitbukspapegojor (Pionites) – två arter
- Rhynchopsitta – två arter parakiter
- Pyrrhura – 25 arter parakiter
- Enicognathus – två arter parakiter
- Cyanoliseus – patagonienparakit
- Blåaror (Anodorhynchus) – tre arter aror
- Conuropsis – karolinaparakit, utdöd
- Aratinga – sex arter parakiter
- Cyanopsitta – azurara, utdöd i det vilda
- Orthopsittaca – rödbukig ara
- Primolius – tre arter aror
- Ara – nio arter aror, varav en utdöd i modern tid
- Eupsittula – fem arter parakiter
- Ognorhynchus – gulörad parakit
- Leptosittaca – guldplymsparakit
- Thectocercus – blåkronad parakit
- Guaruba – guldparakit
- Diopsittaca – rödskuldrad ara
- Psittacara – tolv arter parakiter, varav en utdöd

## Kända papegojor
- Einstein (en gråjako som har uppträtt med sin tränare i bland annat Jay Leno Show och på Animal Planet).
- Douglas (en röd ara som medverkade i Pippi Långstrumpfilmen Pippi Långstrump på de sju haven)
- Jacko Jackonelli (en gråjako som ägs av en av huvudkaraktärerna i dokumentärfilmen Plötsligt i Vinslöv).
- Alex (en gråjako som kan både tala och förstå engelska, tränad och studerad av Irene Pepperberg)[3].